# Rohan, Francija
Rohan (bretonsko Roc'han) je naselje in občina v severozahodnem francoskem departmaju Morbihan regije Bretanje. Leta 1999 je naselje imelo 1.521 prebivalcev.

## Geografija
Kraj leži na bregovih reke Oust in kanala Nantes-Brest v osrednji Bretaniji, 50 km severno od Vannesa.

## Zgodovina
Rohan je bilo posestvo družine Rohan, iz katere je izšlo več pomembnih osebnosti v zgodovini Francije, viskontov, vojvodov in princev.

## Administracija
Rohan je sedež istoimenskega kantona, v katerega so poleg njegove vključene še občine Bréhan, Crédin, Lantillac, Pleugriffet, Radenac in Réguiny z 8.981 prebivalci.
Kanton je sestavni del okrožja Pontivy.

## Zanimivosti
- Château du Quengo
- neogotska cerkev Saint-Gobien,
- kapela Notre-Dame de Bonne-Encontre (16. stoletje),
- kapela Saint-Gouvry (16. stoletje),
- neogotska kapela Saint-Samson (1904).

1. ↑  »Populations légales 2016«. Nacionalni inštitut za statistične in gospodarske raziskave. Pridobljeno 25. aprila 2019.